# A Revolta (1918)
A Revolta foi uma publicação de existência curta, apenas 2 números editados em 1918, dirigida por Guilherme Lyra, também seu redator. Pelo seu conteudo entende-se o ataque feito ao que chamam de “extranha república”, criticando abertamente o regime sidonista